# BOOGIE WOOGIE LOVE TRAIN
「BOOGIE WOOGIE LOVE TRAIN」（ブギ・ウギ・ラブ・トレイン）は、1980年6月5日にビクター音楽産業から発売されたアン・ルイスの18枚目のシングル（企画盤）。規格品番はSV-7019。

## 概要
前シングル「恋のブギ・ウギ・トレイン」の英語詞・別アレンジによるロング・バージョン。B面は同曲の日本語詞・別アレンジによるロング・バージョンを収録。ジャケットには、"SUPER DISCO SINGLE" と表記されている。

## 再発盤
2016年2月26日、レコード・CD通販ショップのJET SETにて本作の7インチ・レコードが復刻された。

## 収録曲
1. BOOGIE WOOGIE LOVE TRAIN　English Version　(6分24秒)
作詞: Chris Mosdell / 作曲・編曲: Tatsuro Yamashita
2. KOI NO BOOGIE WOOGIE TRAIN　Japanese Version　(6分26秒)
作詞: Minako Yoshida / 作曲・編曲: Tatsuro Yamashita

## 参加ミュージシャン
- Keyboards: 清水信之
- Guitar: 松木恒秀
- Bass: 岡沢章
- Drums: 渡嘉敷祐一
- Chorus: 吉田美奈子、山下達郎

## 参考資料
- オリコン『SINGLE CHART-BOOK COMPLETE EDITION 1968-2005』オリコン・マーケティング・プロモーション、2006年4月。ISBN 9784871310765。
- アン・ルイスの名曲「恋のブギ・ウギ・トレイン」ディスコ仕様7inchが復刻 –  音楽ナタリー

## 関連商品
- アン・ルイス / 恋のブギ・ウギ・トレイン(Groove That Soul Mix)